# Asceles tanarata
Asceles tanarata is een insect uit de orde Phasmatodea en de  familie Diapheromeridae. 